# Berta anteplaga
Berta anteplaga là một loài bướm đêm trong họ Geometridae.